# (8649) Juglans
(8649) Juglans (1989 SS2) – planetoida z pasa głównego asteroid okrążająca Słońce w ciągu 3,28 lat w średniej odległości 2,21 au. Odkryta 26 września 1989 roku.